# Стефан Йогансен
Стефан Йогансен (норв. Stefan Johansen, нар. 8 січня 1991, Варде) — норвезький футболіст, півзахисник англійського клубу «Квінз Парк Рейнджерс».
Виступав, зокрема, за клуб «Селтік», з яким став триразовим чемпіоном Шотландії та володарем Кубка шотландської ліги. Також тривалий час виступав у Англії та був капітаном національної збірної Норвегії.

## Клубна кар'єра

### Виступи в Норвегії
Народився 8 січня 1991 року в місті Варде, невеликому містечку на крайній півночі Норвегії, де і розпочав займатись футболом, а в 14 років потрапив до академії клубу «Буде-Глімт».
Разом з Андерсом Конрадсеном у 2007 році він був зарахований до першої команди «Буде-Глімт», а дебютував 20 травня у матчі Кубка Норвегії з «Гаммерфестом». Також у тому сезоні півзахисник зіграв 6 ігор у другому дивізіоні країни, допомігши клубу повернутись до еліти. 10 серпня 2008 року Йохансен дебютував у Тіппелізі, вийшовши на заміну в кінцівці гри з «Вікінгом» (3:2). У сезоні 2009 «Буде-Глімт» вилетів вищого дивізіону, але Йохансен залишився, незважаючи на зниження в класі. У 2010 році став стабільно грати за рідну команду в Адекколізі і вважався одним із найбільших талантів Північної Норвегії, втім не зумів допомогти клубу знов повернутись у вищи дивізіон і в кінці року покинув команду. Всього футболіст провів чотири сезони у рідному клубі, взявши участь у 29 матчах чемпіонату.
В грудні 2010 року Йохансен підписав контракт із «Стремсгодсетом» на правах вільного агента і дебютував за нову команду 20 березня 2011 року у грі з «Согданлом» (2:1), де провів на полі 10 хвилин. У своєму першому сезоні за «Стрьомсгодсет» він провів 13 матчів у Тіппелізі, в яких забив 1 гол. 16 травня 2012 року, у матчі проти «Саннес Ульфа», Стефан забив гол за допомогою штрафного удару. Через 11 днів, 27 травня, він знову забив зі стандартного положення, але вже у ворота «Фредрікстада». Після повернення Мохаммеда Абу в «Манчестер Сіті», Йохансен остаточно закріпився у стартовому складі «Стремсгодсета», а в серпні 2012 року був нагороджений званням Найкращого молодого гравця місяця від спонсора Тіппелігі Statoil. У 2013 році Йохансен допоміг «Стремсгодсету» виграти свій перший чемпіонський титул за 43 роки і був визнаний найкращим півзахисником року в чемпіонаті Норвегії.

### «Селтік»
15 січня 2014 року Йохансен перейшов до шотландського «Селтіка» за 2 мільйони фунтів, підписавши контракт на 3,5 роки. Стефан дебютував за «кельтів» 26 січня, замінивши Чарлі Малгрю на 87 хвилині у переможному матчі проти «Гіберніана» (4:0). Свій перший гол за «Селтік» норвежець забив 22 березня, вразивши ворота «Сент-Міррена» (3:0) ударом головою. Йохансен залишався в команді до серпня 2016 року, вигравши за цей період три чемпіонські титули та один Кубок шотландської ліги, а у сезоні 2014/15 він був визнаний найкращим гравцем року за версією футболістів ШПФА.

### Виступи в Англії
26 серпня 2016 року підписав трирічний контракт з англійським «Фулгемом» з Чемпіоншипу. Перший гол за новий клуб забив 18 жовтня 2016 року у домашньому матчі проти «Норвіч Сіті» (2:2). Норвежець одразу став основним гравцем клубу і 2018 року допоміг йому вийти до Прем'єр-ліги. Втім у вищому дивізіоні Стефан втратив місце у основі, тому 31 січня 2019 року був відданий в оренду у «Вест-Бромвіч Альбіон» до кінця сезону.
У сезоні 2019/20 він знову грав за «Фулгем» у Чемпіоншипі, і знову допоміг команді вийти до Прем'єр-ліги. Втім і цього разу після підвищення норвежець виявився непотрібним «котеджерам», тому 26 січня 2021 року Йогансен приєднався до «Квінз Парк Рейнджерс» на правах оренди до кінця сезону. 20 лютого 2021 року він забив свій перший гол за КПР у переможному матчі проти «Борнмута» (2:1). 24 липня 2021 року, після успішної оренди, Йохансен залишився у «Квінз Парк Рейнджерс» на постійній основі, підписавши трирічну угоду. Станом на 25 липня 2021 року відіграв за лондонську команду 67 матчів в національному чемпіонаті.

## Виступи за збірні
2006 року дебютував у складі юнацької збірної Норвегії (U-15), загалом на юнацькому рівні взяв участь у 34 іграх, відзначившись 9 забитими голами.
2012 року залучався до складу молодіжної збірної Норвегії, з якою був учасником молодіжного чемпіонату Європи 2013 року в Ізраїлі. На турнірі Стефан зіграв у трьох матчах, а його команда дійшла до півфіналу. Всього на молодіжному рівні зіграв у 5 офіційних матчах.
14 серпня 2013 року дебютував в офіційних матчах у складі національної збірної Норвегії в товариській грі зі Швецією (2:4), де забив один із голів.
У матчах проти Португалії та Ісландії в травні-червні 2016 року Йохансен вперше був капітаном збірної Норвегії, а 22 березня 2017 року Стефан був офіційно призначений новим капітаном Норвегії, замінивши Пера Сільяна Шельбреда, який закінчив кар'єру.
10 березня 2021 року Йохансен оголосив, що завершив кар'єру в збірній у віці 30 років. Всього за національну команду півзахисник провів 56 ігор і забив 6 голів.
| Дата       | Місто     | Господарі         | Результат  | Гості             | Турнір                               | Голи | Примітки     |
| ---------- | --------- | ----------------- | ---------- | ----------------- | ------------------------------------ | ---- | ------------ |
| 14-8-2013  | Стокгольм | Швеція            | 4 – 2      | Норвегія          | товариський матч                     | 1    | 56'          |
| 6-9-2013   | Осло      | Норвегія          | 2 – 0      | Кіпр              | Відбір до ЧС 2014                    | -    | 75'          |
| 10-9-2013  | Осло      | Норвегія          | 0 – 2      | Швейцарія         | Відбір до ЧС 2014                    | -    |              |
| 11-10-2013 | Марибор   | Словенія          | 3 – 0      | Норвегія          | Відбір до ЧС 2014                    | -    |              |
| 15-10-2013 | Осло      | Норвегія          | 1 – 1      | Ісландія          | Відбір до ЧС 2014                    | -    |              |
| 15-11-2013 | Гернінг   | Данія             | 2 – 1      | Норвегія          | товариський матч                     | -    | 50' 74'      |
| 5-3-2014   | Прага     | Чехія             | 2 – 2      | Норвегія          | товариський матч                     | -    | 46'          |
| 27-5-2014  | Сен-Дені  | Франція           | 4 – 0      | Норвегія          | товариський матч                     | -    |              |
| 31-5-2014  | Осло      | Норвегія          | 1 – 1      | Росія             | товариський матч                     | -    | 66'          |
| 3-9-2014   | Лондон    | Англія            | 1 – 0      | Норвегія          | товариський матч                     | -    |              |
| 9-9-2014   | Осло      | Норвегія          | 0 – 2      | Італія            | Відбір до ЧЄ 2016                    | -    |              |
| 10-10-2014 | Та-Калі   | Мальта            | 0 – 3      | Норвегія          | Відбір до ЧЄ 2016                    | -    |              |
| 13-10-2014 | Осло      | Норвегія          | 2 – 1      | Болгарія          | Відбір до ЧЄ 2016                    | -    | 90+2'        |
| 12-11-2014 | Осло      | Норвегія          | 0 – 1      | Естонія           | товариський матч                     | -    | 76'          |
| 16-11-2014 | Баку      | Азербайджан       | 0 – 1      | Норвегія          | Відбір до ЧЄ 2016                    | -    |              |
| 28-3-2015  | Загреб    | Хорватія          | 5 – 1      | Норвегія          | Відбір до ЧЄ 2016                    | -    |              |
| 8-6-2015   | Осло      | Норвегія          | 0 – 0      | Швеція            | товариський матч                     | -    |              |
| 12-6-2015  | Осло      | Норвегія          | 0 – 0      | Азербайджан       | Відбір до ЧЄ 2016                    | -    | 84' 87'      |
| 3-9-2015   | Софія     | Болгарія          | 0 – 1      | Норвегія          | Відбір до ЧЄ 2016                    | -    | 87'          |
| 6-9-2015   | Осло      | Норвегія          | 2 – 0      | Хорватія          | Відбір до ЧЄ 2016                    | -    |              |
| 10-10-2015 | Осло      | Норвегія          | 2 – 0      | Мальта            | Відбір до ЧЄ 2016                    | -    |              |
| 13-10-2015 | Рим       | Італія            | 2 – 1      | Норвегія          | Відбір до ЧЄ 2016                    | -    |              |
| 12-11-2015 | Осло      | Норвегія          | 0 – 1      | Угорщина          | Відбір до ЧЄ 2016                    | -    |              |
| 15-11-2015 | Будапешт  | Угорщина          | 2 – 1      | Норвегія          | Відбір до ЧЄ 2016                    | -    | 11'          |
| 24-3-2016  | Таллінн   | Естонія           | 0 – 0      | Норвегія          | товариський матч                     | -    |              |
| 29-3-2016  | Осло      | Норвегія          | 2 – 0      | Фінляндія         | товариський матч                     | 1    | 60'          |
| 29-5-2016  | Порту     | Португалія        | 3 – 0      | Норвегія          | товариський матч                     | -    | кап.         |
| 1-6-2016   | Осло      | Норвегія          | 3 – 2      | Ісландія          | товариський матч                     | 1    | кап. 82'     |
| 5-6-2016   | Брюссель  | Бельгія           | 3 – 2      | Норвегія          | товариський матч                     | -    |              |
| 31-8-2016  | Осло      | Норвегія          | 0 – 1      | Білорусь          | товариський матч                     | -    | кап. 45'     |
| 4-9-2016   | Осло      | Норвегія          | 0 – 3      | Німеччина         | Відбір до ЧС 2018                    | -    | кап. 51' 89' |
| 8-10-2016  | Баку      | Азербайджан       | 1 – 0      | Норвегія          | Відбір до ЧС 2018                    | -    | 84' 90+2'    |
| 11-11-2016 | Прага     | Чехія             | 2 – 1      | Норвегія          | товариський матч                     | -    |              |
| 26-3-2017  | Белфаст   | Північна Ірландія | 2 – 0      | Норвегія          | Відбір до ЧС 2018                    | -    | кап. 75'     |
| 10-6-2017  | Осло      | Норвегія          | 1 – 1      | Чехія             | Відбір до ЧС 2018                    | -    | кап. 57'     |
| 1-9-2017   | Осло      | Норвегія          | 2 – 0      | Азербайджан       | Відбір до ЧС 2018                    | -    | кап.         |
| 8-10-2017  | Осло      | Норвегія          | 1 – 0      | Північна Ірландія | Відбір до ЧС 2018                    | -    | кап. 87'     |
| 23-3-2018  | Осло      | Норвегія          | 4 – 1      | Австралія         | товариський матч                     | -    | кап. 76'     |
| 26-3-2018  | Ельбасан  | Албанія           | 0 – 1      | Норвегія          | товариський матч                     | -    | кап. 76'     |
| 2-6-2018   | Рейк'явік | Ісландія          | 2 – 3      | Норвегія          | товариський матч                     | -    | кап.         |
| 6-6-2018   | Осло      | Норвегія          | 1 – 0      | Панама            | товариський матч                     | -    | кап. 89'     |
| 6-9-2018   | Осло      | Норвегія          | 2 – 0      | Кіпр              | Ліга націй УЄФА 2018-2019 - 1-й етап | 2    | кап. 72'     |
| 9-9-2018   | Софія     | Болгарія          | 1 – 0      | Норвегія          | Ліга націй УЄФА 2018-2019 - 1-й етап | -    | кап. 62'     |
| 13-10-2018 | Осло      | Норвегія          | 1 – 0      | Словенія          | Ліга націй УЄФА 2018-2019 - 1-й етап | -    | кап. 80'     |
| 16-10-2018 | Осло      | Норвегія          | 1 – 0      | Болгарія          | Ліга націй УЄФА 2018-2019 - 1-й етап | -    | кап. 78'     |
| 16-11-2018 | Любляна   | Словенія          | 1 – 1      | Норвегія          | Ліга націй УЄФА 2018-2019 - 1-й етап | -    | кап. 57'     |
| 23-3-2019  | Валенсія  | Іспанія           | 2 – 1      | Норвегія          | Відбір до ЧЄ 2020                    | -    | кап. 54' 77' |
| 10-6-2019  | Торсгавн  | Фарерські острови | 0 – 2      | Норвегія          | Відбір до ЧЄ 2020                    | -    | 72'          |
| 5-9-2019   | Осло      | Норвегія          | 2 – 0      | Мальта            | Відбір до ЧЄ 2020                    | -    | кап. 76'     |
| 8-9-2019   | Стокгольм | Швеція            | 1 – 1      | Норвегія          | Відбір до ЧЄ 2020                    | 1    | кап. 76'     |
| 12-10-2019 | Осло      | Норвегія          | 1 – 1      | Іспанія           | Відбір до ЧЄ 2020                    | -    | кап. 63'     |
| 15-10-2019 | Бухарест  | Румунія           | 1 – 1      | Норвегія          | Відбір до ЧЄ 2020                    | -    | кап. 46'     |
| 4-9-2020   | Осло      | Норвегія          | 1 – 2      | Австрія           | Ліга націй УЄФА 2020-2021 - 1-й етап | -    | кап. 68'     |
| 7-9-2020   | Белфаст   | Північна Ірландія | 1 – 5      | Норвегія          | Ліга націй УЄФА 2020-2021 - 1-й етап | -    | кап. 71'     |
| 8-10-2020  | Осло      | Норвегія          | 1 – 2 д.ч. | Сербія            | Відбір до ЧЄ 2020                    | -    | кап. 66'     |
| Усього     |           | Матчів            | 55         |                   | Голів                                | 6    |              |

## Титули і досягнення

### Командні
- Чемпіон Норвегії (1):

«Стремсгодсет»: 2013
- Чемпіон Шотландії (3):

«Селтік»: 2013/14, 2014/15, 2015/16
- Володар Кубка шотландської ліги (1):

«Селтік»: 2014/15

### Особисті
- Гравець року «Селтіка»: 2014/15[28]
- Гравець року за версією футболістів ШПФА: 2014/15[29]